# Nedra dora
Nedra dora är en fjärilsart som beskrevs av Clarke 1940. Nedra dora ingår i släktet Nedra och familjen nattflyn. Inga underarter finns listade i Catalogue of Life.